# Eisenach (Eifel)
Pour l’article homonyme, voir Eisenach.
Eisenach (Äisnooch en Luxembourgeois) est une municipalité allemande située dans le land de Rhénanie-Palatinat et l'arrondissement d'Eifel-Bitburg-Prüm.